# Neues Gera

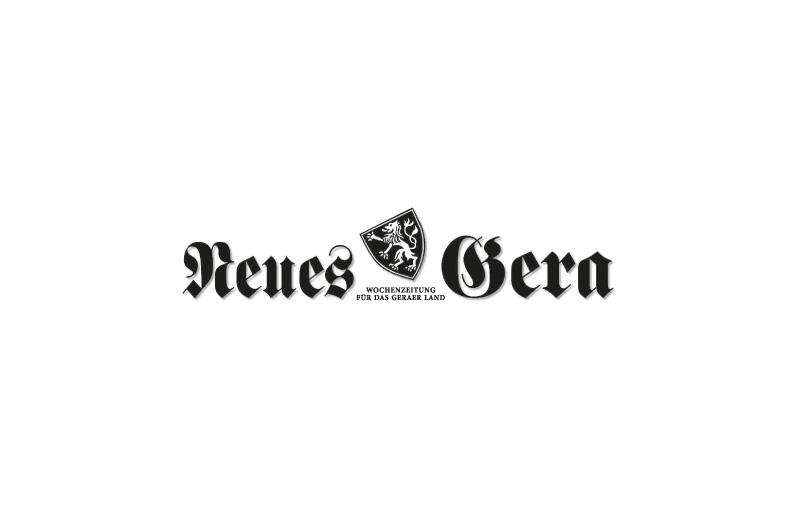
Logo von „Neues Gera“

Neues Gera ist ein lokales Anzeigenblatt des Verlags Dr. Frank mit Sitz in Gera. Seit 1993 erscheint es wöchentlich bis zweiwöchentlich in einer Druckauflage von 56.000 Exemplaren und finanziert sich überwiegend aus Anzeigen und beigelegter Haushaltswerbung. Die politische Grundhaltung des Blatts ist nationalkonservativ bis rechtspopulistisch.

## Inhalte
Inhalt von Neues Gera sind Bekanntmachungen aus der Stadt Gera, Mitteilungen der im Stadtrat vertretenen Parteien, Berichte über lokale Ereignisse und ehrenamtliches Engagement in Gera. In der Rubrik „Aus fremden Federn“ werden in dem Blatt Texte von Publizisten wie zum Beispiel Vera Lengsfeld abgedruckt, die der Neuen Rechten zuzuordnen sind. Unregelmäßig werden Wiederabdrucke veröffentlicht, die zuvor in Publikationen wie dem Magazin Tumult, Sezession oder eigentümlich frei erschienen sind und klar der Neuen Rechten zugeordnet werden.

## Verleger
Der 1992 gegründete Verlag Dr. Frank GmbH verlegt neben dem Neuen Gera Kalender, Broschüren und heimatkundliche Bücher über Ostthüringen. Geschäftsführer ist Harald Frank. Frank ist Politiker (AfD) und Fraktionsvorsitzender seiner Partei im Geraer Stadtrat.

## Kritik

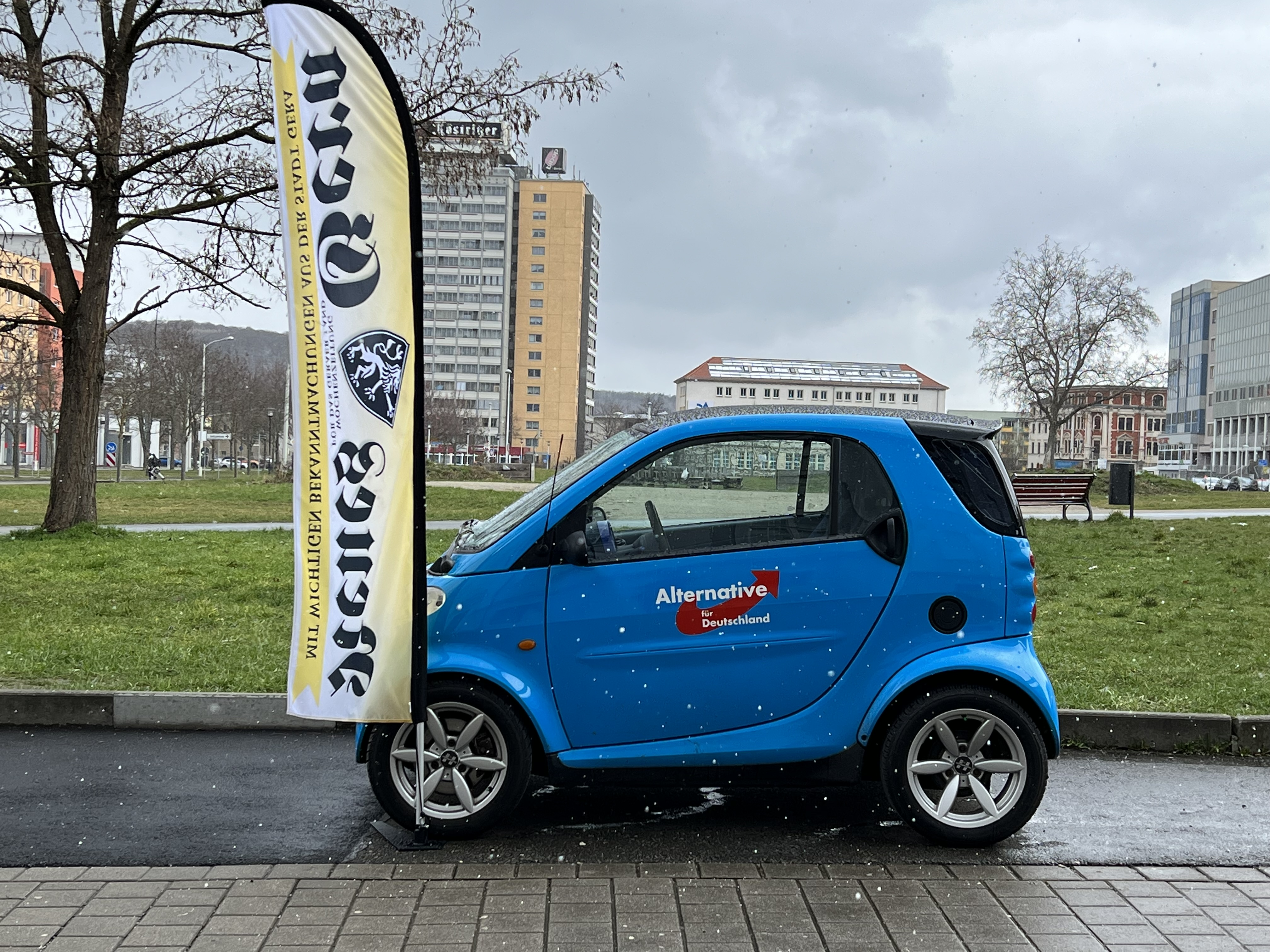
AfD-Infostand mit Werbefahne des Anzeigenblattes

Kritisiert wird am Anzeigenblatt Neues Gera, dass Harald Frank, Fraktionsvorsitzender der AfD im Geraer Stadtrat, das Anzeigeblatt für lokalpolitische Zwecke einsetzt. Als Vorsitzender der AfD-Fraktion im Stadtrat von Gera und Herausgeber eines „zwischen Nationalkonservatismus und Rechtspopulismus“ zu verortendem Anzeigenblattes kommen vorrangig Autoren zu Wort, deren Texte fremdenfeindliche Parolen enthalten, teils offenkundig Fehlinformationen verbreiten oder sich als islamophob deuten lassen. Im Rahmen der Demonstrationen gegen Coronamaßnahmen veröffentlichte Neues Gera die private Anschrift des Oberbürgermeisters der Stadt Gera, woraufhin Tausende Demonstranten vor sein Privathaus zogen. Vereinzelt werden Inhalte der Partei DIE LINKE und ihrer Mandatsträger durch den Verlag Dr. Frank GmbH von deren Medien kopiert und im Neuen Gera veröffentlicht.
Das Anzeigenblatt Neues Gera ist in keinem Mitgliedsverband des Deutschen Presserates vertreten und nimmt somit nicht an der freiwilligen Selbstkontrolle der Printmedien teil.
Harald Frank unterstützt die Aktionen des Neonazi Christian Klar mittels seines Blattes. Die von ihm organisierten wöchentlich "Montags-Demonstrationen" des "Aufbruch Gera" und seine anderer politischer Versammlungen in Gera werden durch das "Neue Gera" beworben.

## Gegenaktionen

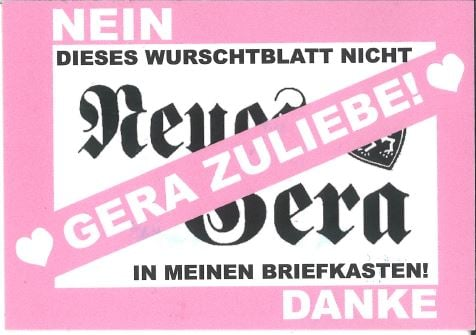
Briefkastenaufkleber gegen „Neues Gera“

Das Aktionsbündnis Gera gegen Rechts hat 2021 und 2022 mit verschiedenen öffentlichen Aktionen zum Beispiel Fernsehinterviews, Pressemitteilungen und Informationsbriefen an die Anzeigenkunden des Verlages auf die hochproblematischen Inhalte im Neuen Gera hingewiesen. Auch tausende Briefkastenaufkleber wurden durch die Aktivisten an Geraer Haushalte verteilt. Nachdem Parteien, Sportvereine, Lokal- und Landespolitiker sowie Gewerkschaften beschlossen hatten, keine Inhalte mehr im Neuen Gera zu veröffentlichten, sah auch die Stadtverwaltung davon ab, das Geraer Amtsblatt im Neuen Gera abdrucken zu lassen. Probleme, Anzeigenkunden zu gewinnen, hat das Anzeigenblatt, seitdem die Funke Logistik GmbH den Ende 2022 ausgelaufenen Vertrag mit dem Verlag Dr. Frank über die Verteilung in die Haushalte nicht verlängerte und sich auch kein anderer Dienstleister fand.